# Christopher Polhems sluss

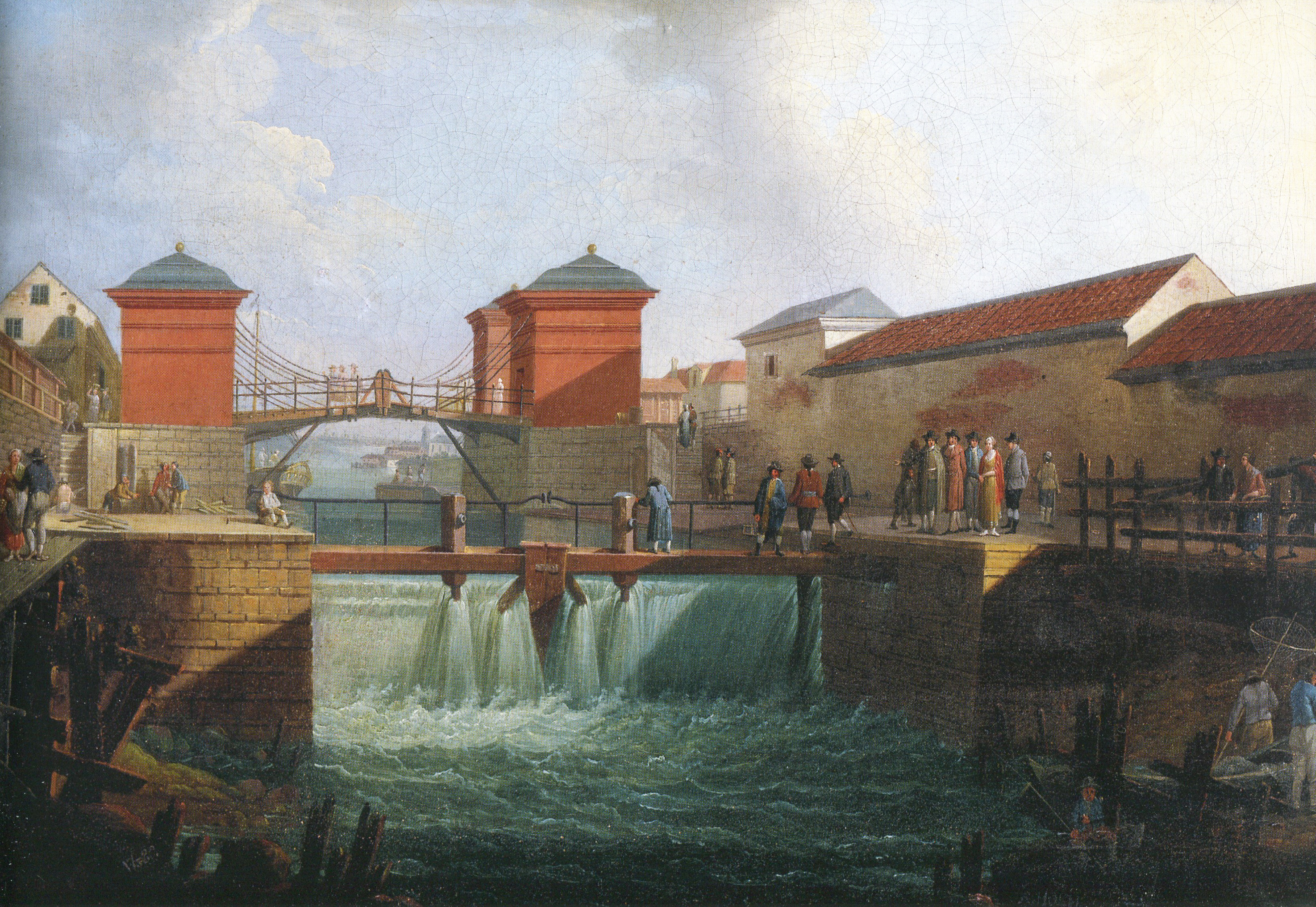
Polhems sluss enligt en oljemålning av Anders Holm 1780.

Christopher Polhems sluss (även Polhemsslussen) kallas den andra slussen på det nuvarande Slussenområdet i Stockholm, konstruerad av Christopher Polhem. Slussen föregicks av Drottning Kristinas sluss från 1642. När Christopher Polhems slusskonstruktion öppnades för sjötrafiken den 2 maj 1755 hade den föregåtts av nästan 50 års diskussioner och utredningar. Strax intill uppfördes 1850 Nils Ericsons sluss. 
Slussrännan låg kvar till 1930-talet men fylldes ut och revs till största delen när trafikanläggningen Slussen byggdes. Återstoden revs under 2020 i samband med bygget av Nya Slussen.

## Bakgrund

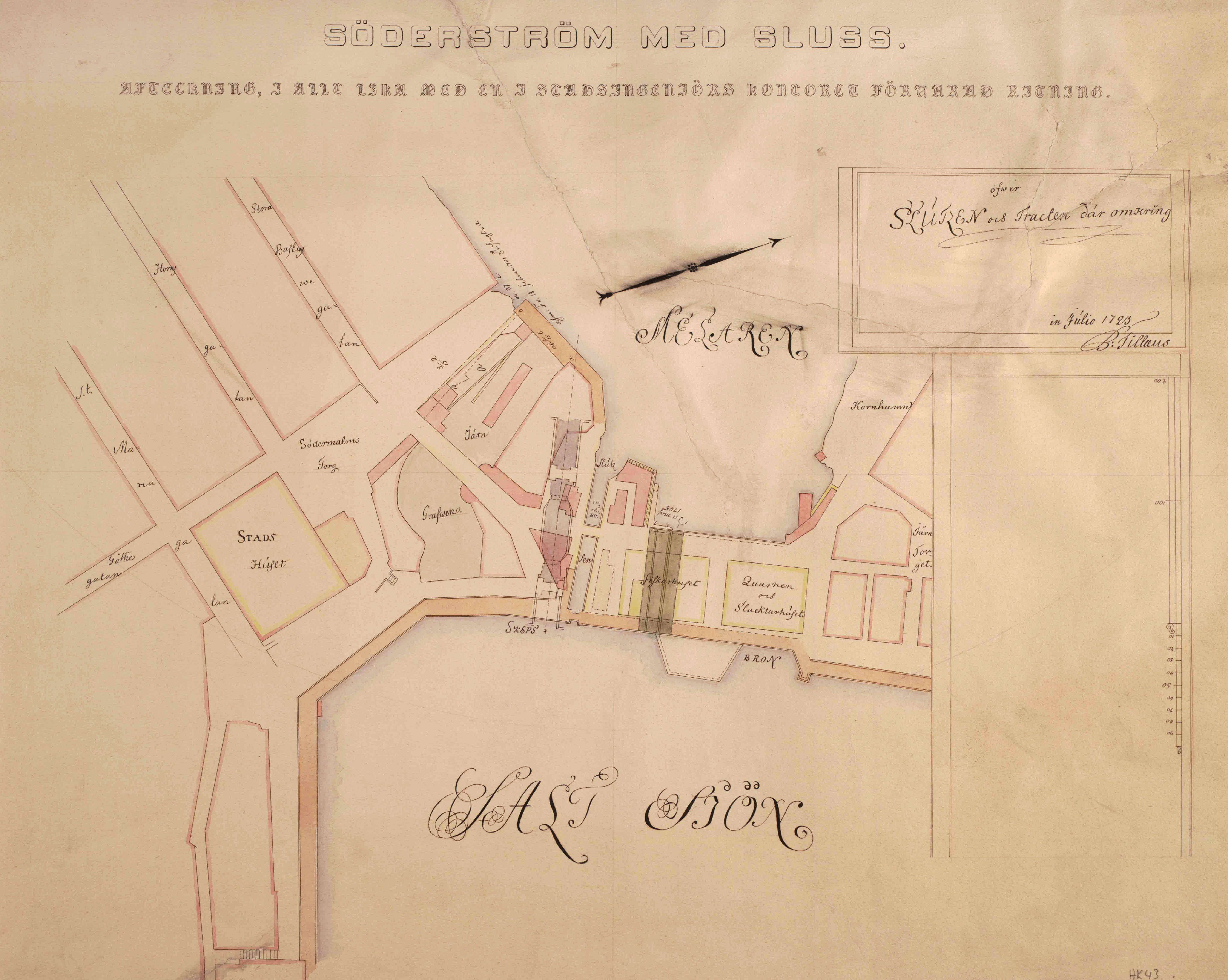
Johan Eberhard Carlbergs förslag till ny sluss på en karta av Petrus Tillaeus, 1723.
(Avritning.)

På 1600-talets mitt gick mer än två tredjedelar av den svenska utrikeshandeln via Stockholm. Stockholm blev en av Europas största exporthamnar för järnprodukter och svarade för cirka 40 procent av världens järnexport.  Det var främst stångjärn från Bergslagen som passerade området kring Södermalmstorg. Här fanns järnvågen och ett nybyggt  generalfaktorikontor (Södra stadshuset), som var ett huvudkontor för internationell handel.  Även folkmängden växte explosionsartat från 16 000 invånare år 1635 till ungefär 60 000 invånare år 1685. Samtidigt ökade trafiken av bland annat tegeltransporter genom Drottning Kristinas sluss som i början av 1700-talet helt enkelt blev för liten.
År 1724 begärde kung Fredrik I hos överståthållaren i Stockholm att Drottning Kristinas sluss skulle repareras och göras djupare. Men den gamla slussen från 1642 gick inte längre att reparera, det behövdes en ny anläggning. Man vände sig till Christopher Polhem, men han tackade nej på grund av för hög ålder, han var då 63 år gammal. Fram till 1729 presenterades olika idéer för en ny, större sluss, bland dem fanns ett förslag av stadsarkitekten Johan Eberhard Carlberg, som gick ut på att en ny sluss skulle byggas söder om den gamla. På Petrus Tillaeus karta över slussområdet från 1723 syns ett placeringsförslag för en ny sluss enligt Carlberg. År 1730 kopplas Christopher Polhem åter in som man ansåg var den ende som kunde realisera ett sådant komplicerat projekt. Han studerade Carlbergs förslag men fann att en ny sluss borde byggas på samma plats som den gamla. Efter en lång rad diskussioner och turer fick Polhem kontraktet 1744. Polhem var då 83 år gammal.

## Slussbygget

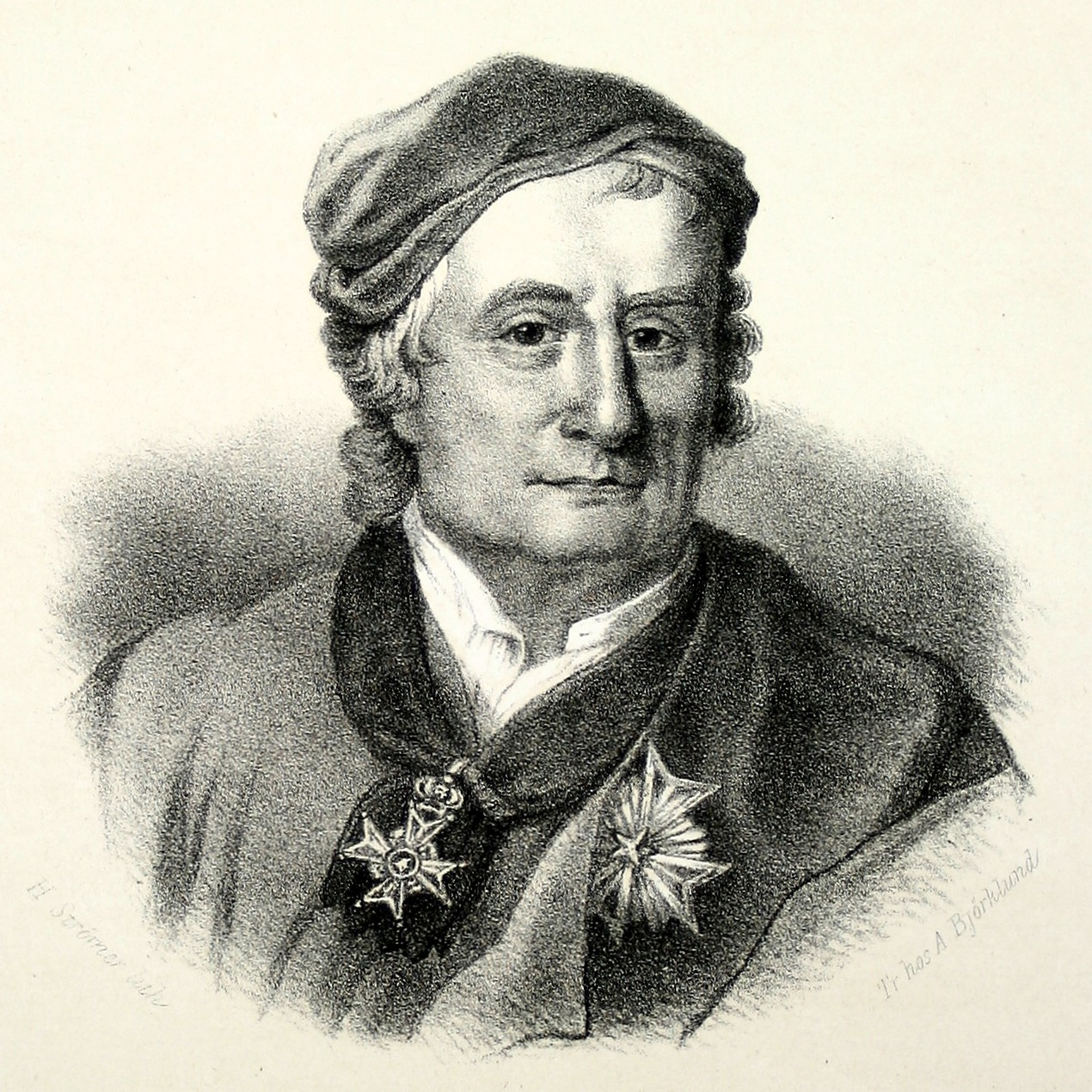
Christopher Polhem.

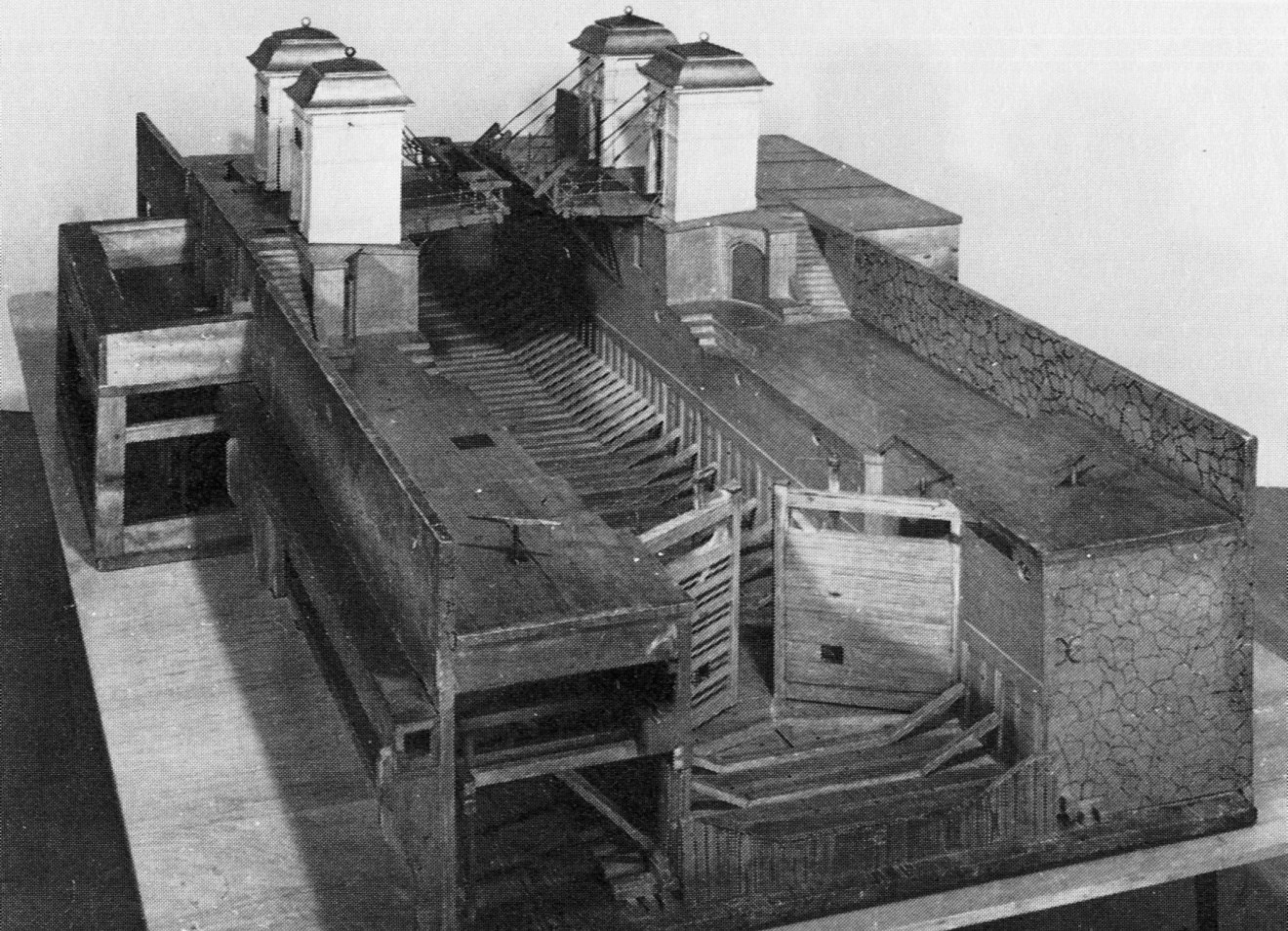
Modellen på Tekniska museet.

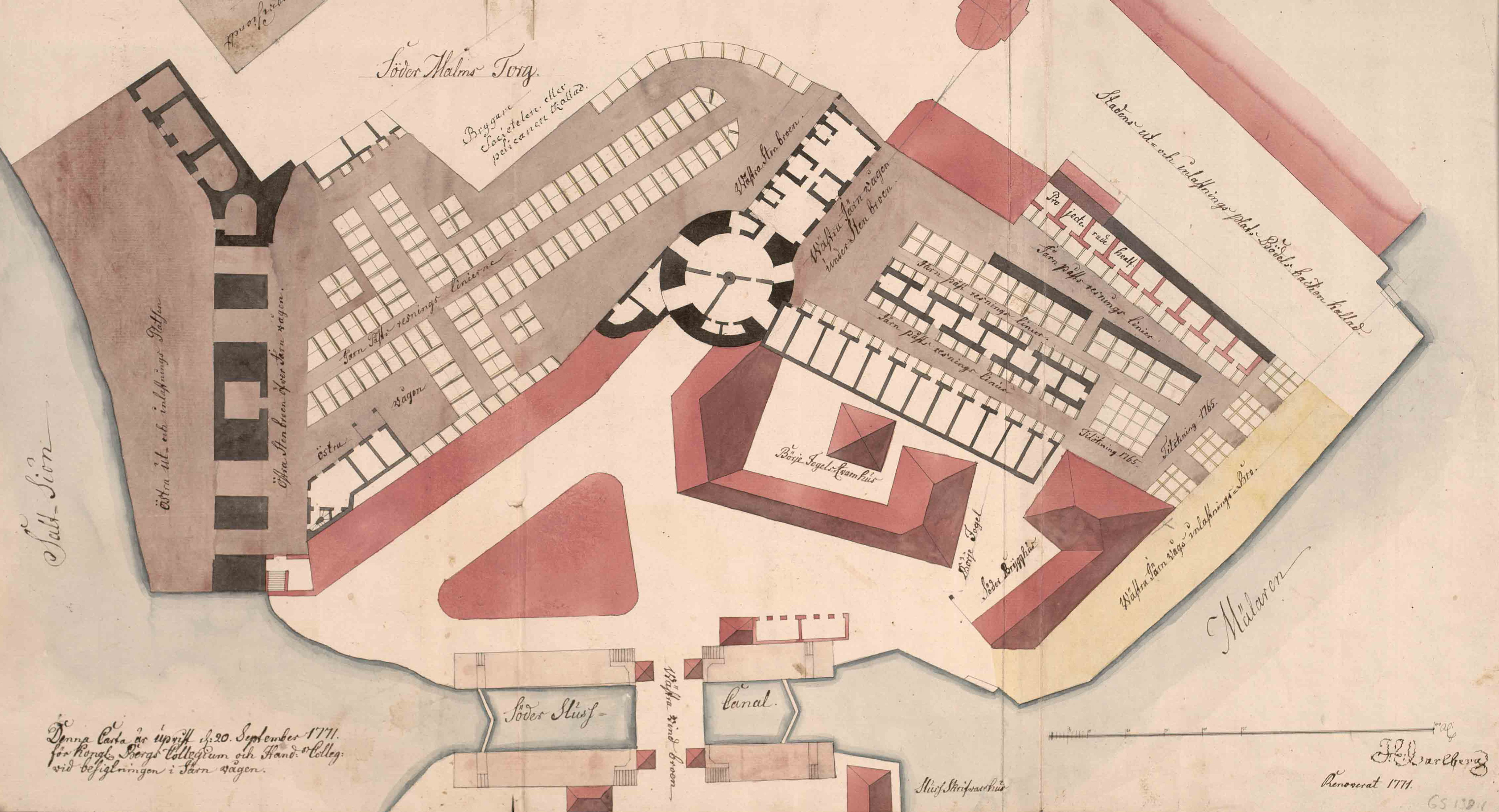
Polhemsslussen (här kallad "Söder Sluss Canal") och Järngraven på en situationsplan upprättad av Johan Eberhard Carlberg 1771.
(Norr är nedåt.)

År 1744, samma år som Polhem fick kontraktet, började man riva den gamla slussen och provisoriska fördämningar byggdes. För att hålla byggarbetsplatsen torr uppfann Polhem en hel serie med pumpar som drevs av vatten, människor och hästar. År 1748 kom bygget igång på allvar, fördröjningen berodde på att den nya slussen skulle bli djupare än den gamla och pålningen till det önskade djupet beredde problem. Den 16 april 1748 utnämndes Polhem av kung Fredrik I till kommendör av Nordstjärneorden för sina många innovationer. 
Det fanns varken ritningar eller modell för projektet och man förlitade sig på Polhems kompetens som konstruktör, arkitekt och byggmästare. Den modell som idag finns på Tekniska museet tillkom först 1766 (se avsnitt Polhemsslussens modell). Polhem använde samma byggnadsmetod som holländarna: han lät bygga en kassun av trä vid Kornhamnstorg som flottades på plats, sänktes ner och sedan kläddes med sandsten från Stockholms skärgård. När kassunen lyftes i sin förberedda bädd betraktades skådespelet av en folkmassa "med största förundran". Lyftet tog 22 timmar. Polhem hade själv konstruerat alla maskiner, hissanordningar och tramphjulsdrivna pålkranar. Även den här gången innebar bygget stora svårigheter för båttrafiken mellan Mälaren och Östersjön. Under elva år gick det inte att passera genom Söderström, och allt gods fick lastas om på Kornhamnstorg och Järntorget. 
Den nya slussen blev 44,4 meter lång, 9,47 meter bred och 2,96 meter djup, eller med dåtidens måttenhet (fot): 150 fot lång, 32 fot bred och 10 fot djup. Den var till en början utrustad med endast en vindbrygga. Den kallades "Röda slussen" och flankerades av fyra torn i rött tegel, där maskineriet för vindbryggan fanns. Den östra vindbryggan byggdes 1793, den var mindre och kallades "Blå slussen" efter den blåmålade upphissningsanordningen. Polhem bars några gångar i bärstol ner till byggarbetsplatsen från sin bostad i Stora Daurerska huset vid Hornsgatan (där Carl Michael Bellman hade fötts 1740), men han fick inte uppleva det färdiga resultatet. Han avled 1751 i ”hetzig feber”. Hans son Gabriel Polhem slutförde projektet och anläggningen invigdes den 2 maj 1755. Den slutliga kostnaden för slussbygget blev 386 000 daler silvermynt, vilket var nästan fyra gånger den ursprungliga budgeten.

### Polhemsslussens modell
Den modell över Polhemsslussen som idag finns på Tekniska museet i Stockholm byggdes 1766 av Jonas Norberg. Han var föreståndare på Kungliga Modellkammaren och en av Polhems närmaste medarbetare. Norberg hade även varit med om själva slussbygget femton år tidigare och han kände till dess konstruktion in i minsta detalj. Modellen tillverkades för att vara en sorts "reparationshandledning". Den visade hur allt fungerade och även de delar som normalt låg under vatten. Eftersom det inte fanns några ritningar upprättade användes modellen för att se hur bygget var konstruerad i fall något behövde repareras. Modellen ingår i den Kungliga Modellkammaren vars rester finns i bland annat Tekniska museet.

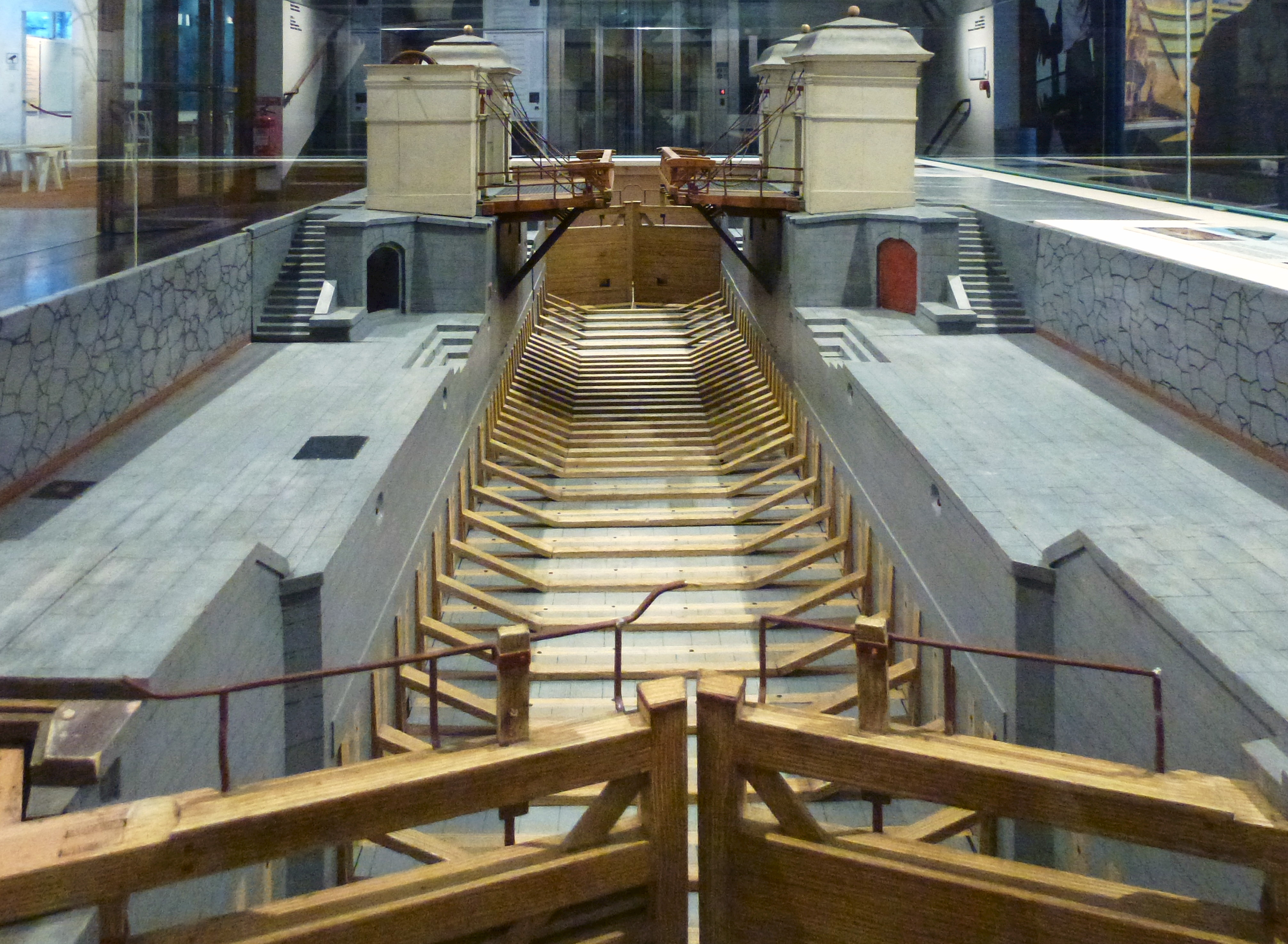
Modellen, vy mot Mälaren
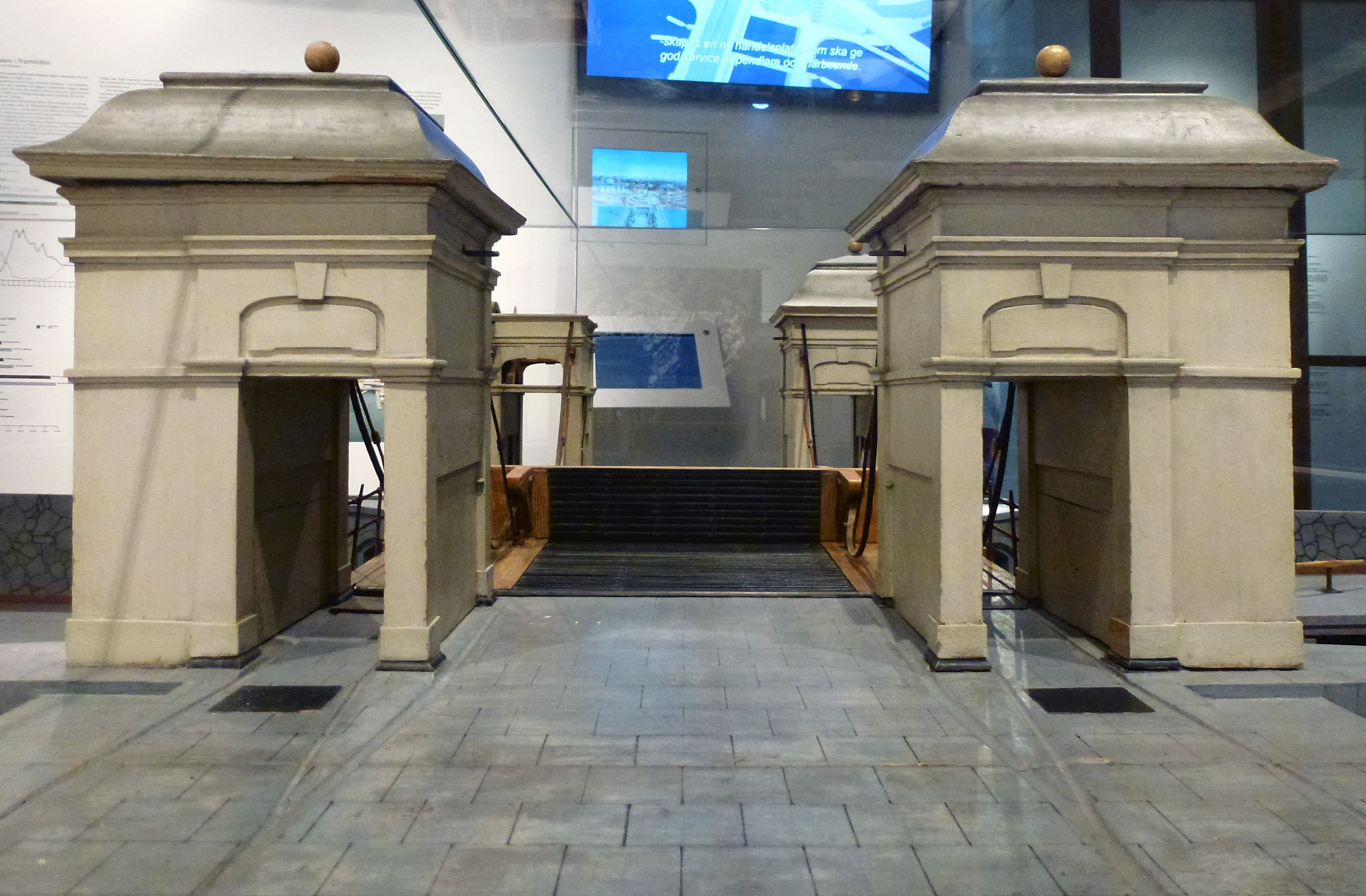
Vindbryggans torn
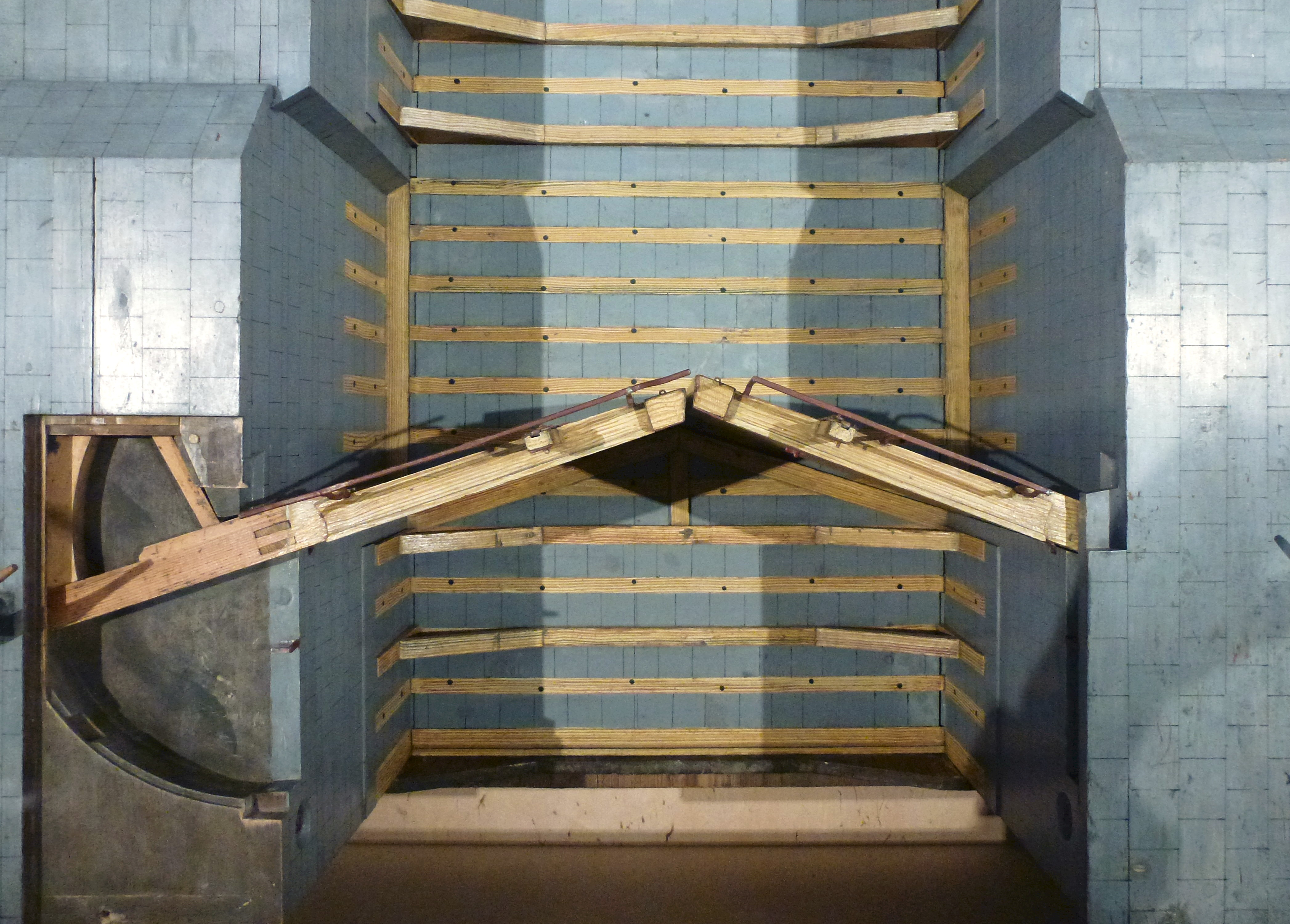
Östra slussportarna
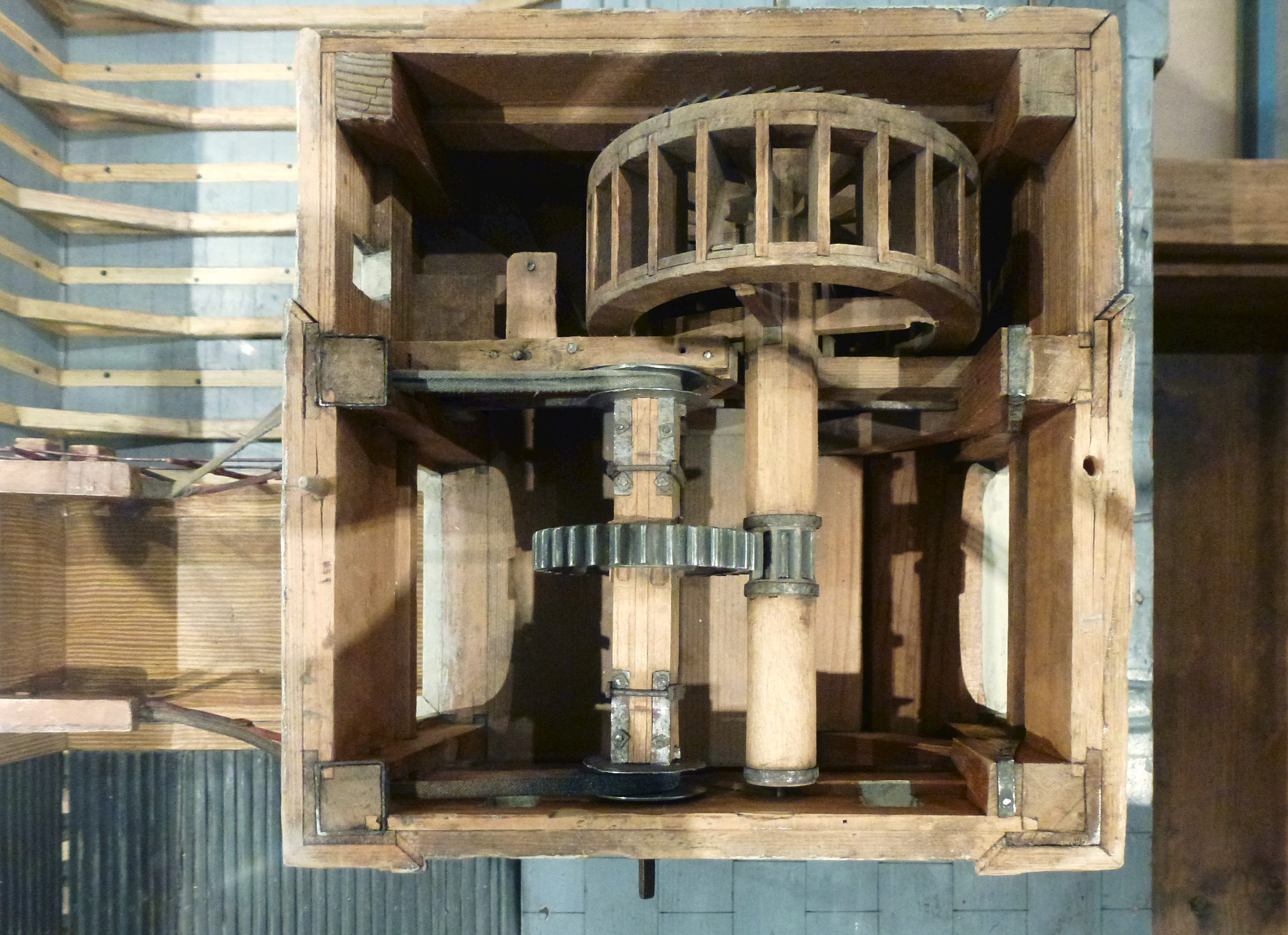
Vindbryggans maskineri
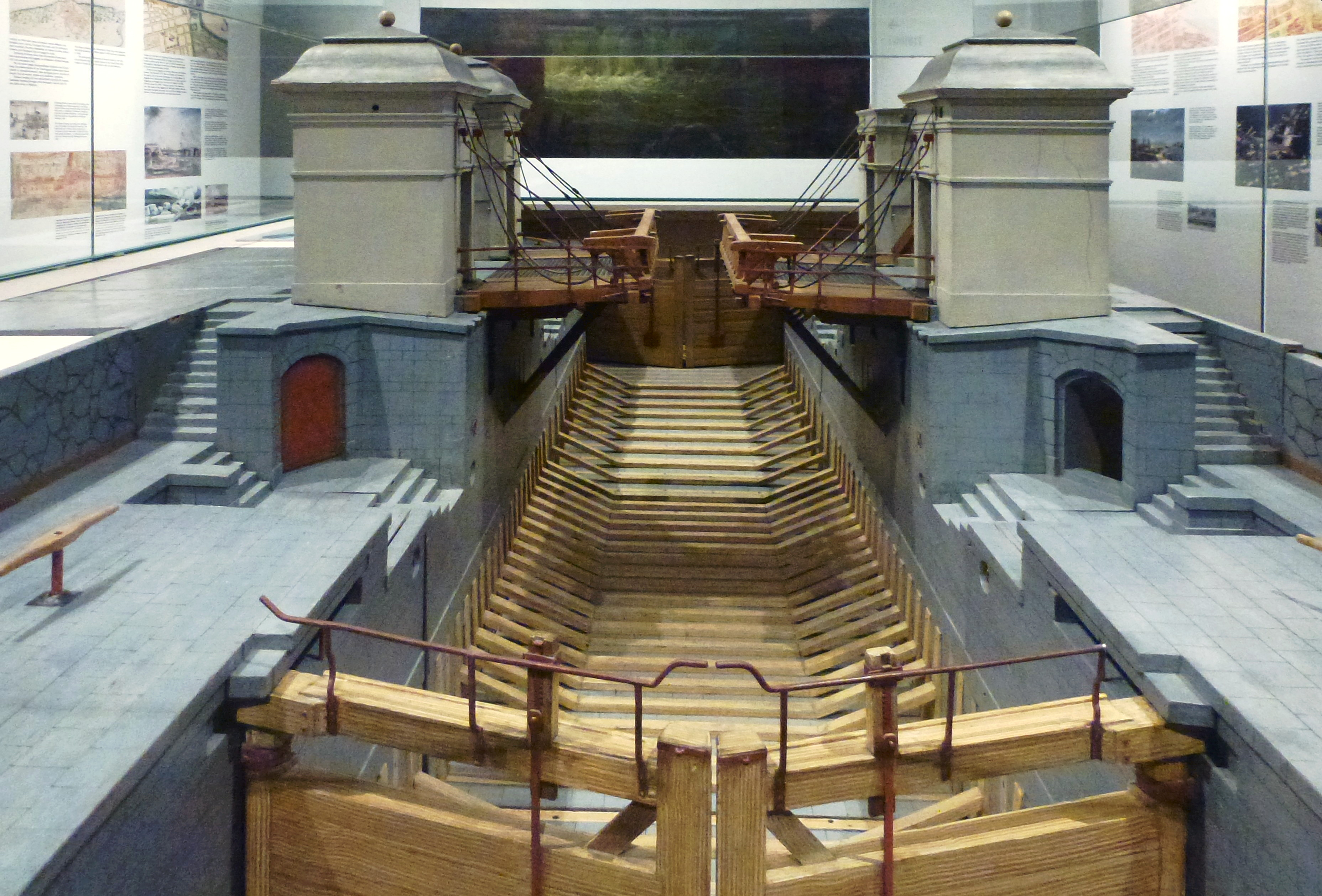
Modellen, vy mot Saltsjön

## Slussenområdet efter 1755

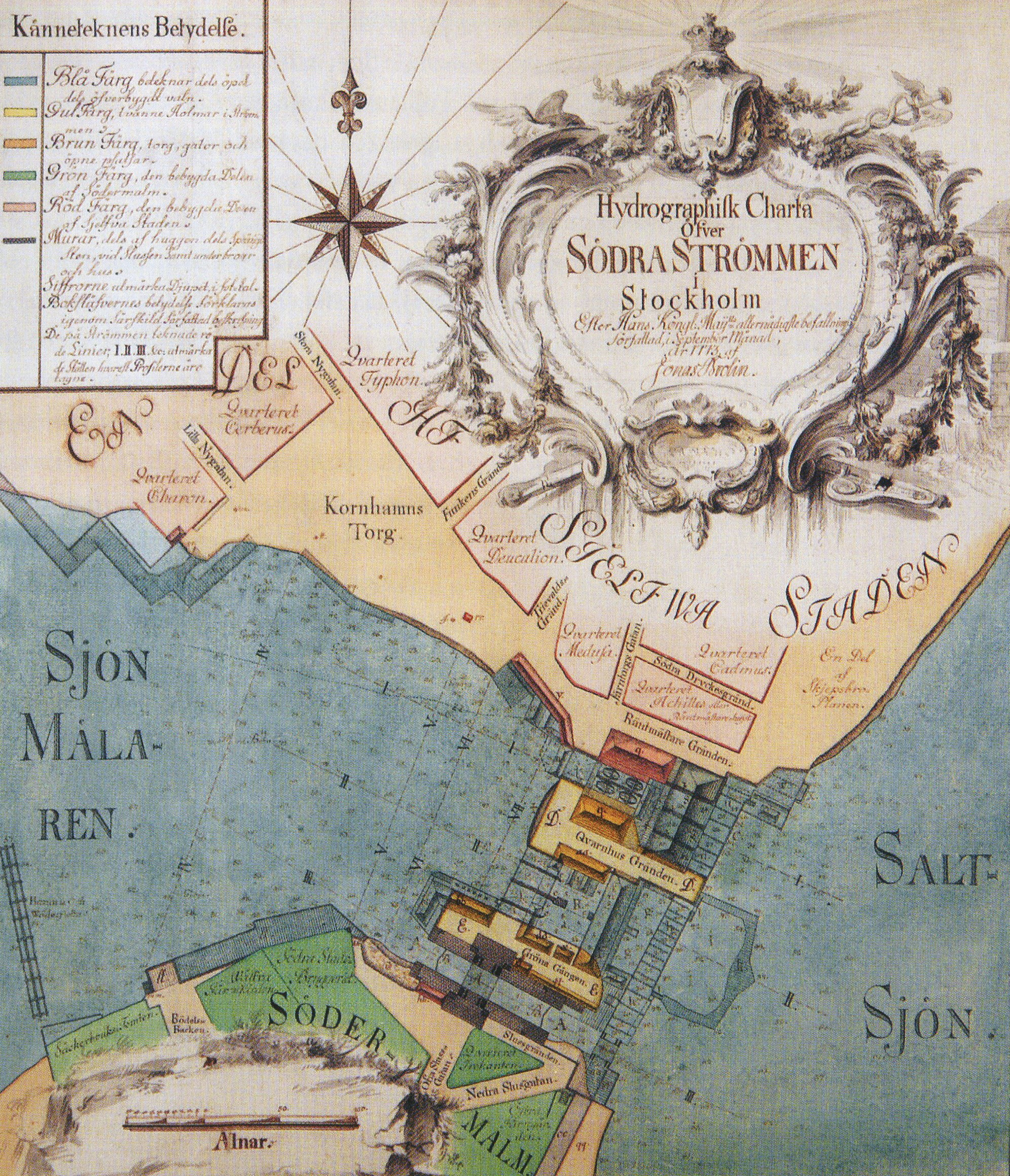
Brolins hydrografisk karta 1755.

På en situationsplan över slussenområdet upprättat av Johan Eberhard Carlberg år 1763 syns slusskanalerna, kanalbroarna, Gröna gången, bodar, södra fiskarhuset, slusskrivarhuset, slipverket, östra pålade passagebron, valven till stenbron samt planritningar för slipverket. Direkt i anslutning norr om slussbassängen låg en långsmal byggnad "af sten och Korswirke" som tillsammans med intilliggande gata kallades "Gröna gången". 
Vindbryggan "Blå slussen" och "Gröna gången" skulle sedermera ge namn åt gångtunnlarna Blå bodarna och Gröna gången. På Jonas Brolins hydrografiska karta över slussenområdet från 1773 framgår två öst-västliga gator, "Qvarnhus Gränden" i norr och "Gröna Gången" i syd. Mellan dem syns omfattande undervattenanordningar. Genom tillkomsten av Polhemsslussen förändrades området kring Söderström. Kvarnströmmen hade redan tidigare delvis igenfyllts och överdäckats. Nu blev den ännu mera överdäckad och vid Gröna Gången inrättades en grönsaksbasar. 
På Jonas Brolins karta från 1771 framgår norr om Kvarnhusgränden en vattenkvarn "med åtta par stenar" (litt kk). Här låg även ett av Stockholms kända värdshus från 1600-talet, Kvarnhuskällaren som innehades av vinskänken Christian Emanuel Megander. Byggnaden till höger (öster om) Kvarnhuset betecknar Brolin som "Södra Slagdare huset" (litt ll). Söder om Kvarnhusgränden fanns en grupp byggnader bestående av ett "Slipvärk" (litt nn) och "Södra Fiskar huset" (litt mm).
När nästa sluss, Nils Ericsons sluss, byggdes på 1850-talet bevarades Polhemsslussens ränna som fisksump och intill uppfördes en fiskebasar. Stora delar av Polhems sluss fanns fortfarande kvar fram till 1930-talet men revs och fylldes igen, när Karl Johansslussen uppfördes. Stadsmuseets inventering från år 2005 visade att rester efter murarna i Christoffer Polhems sluss fortfarande finns kvar i lågt liggande lokaler under Mälarrampen.

## Historiska kartor och illustrationer

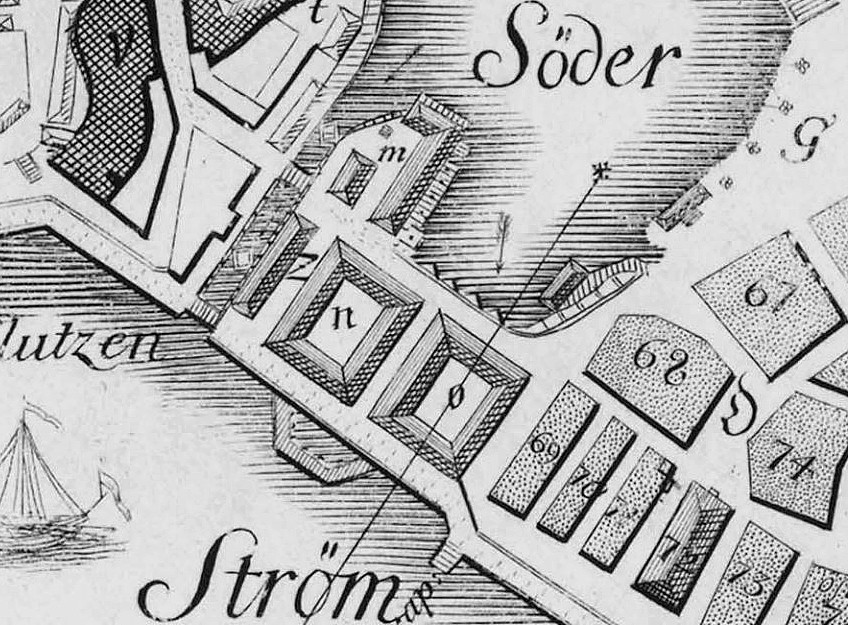
Petrus Tillaeus karta över slussenområdet, 1733 (norr är till höger)
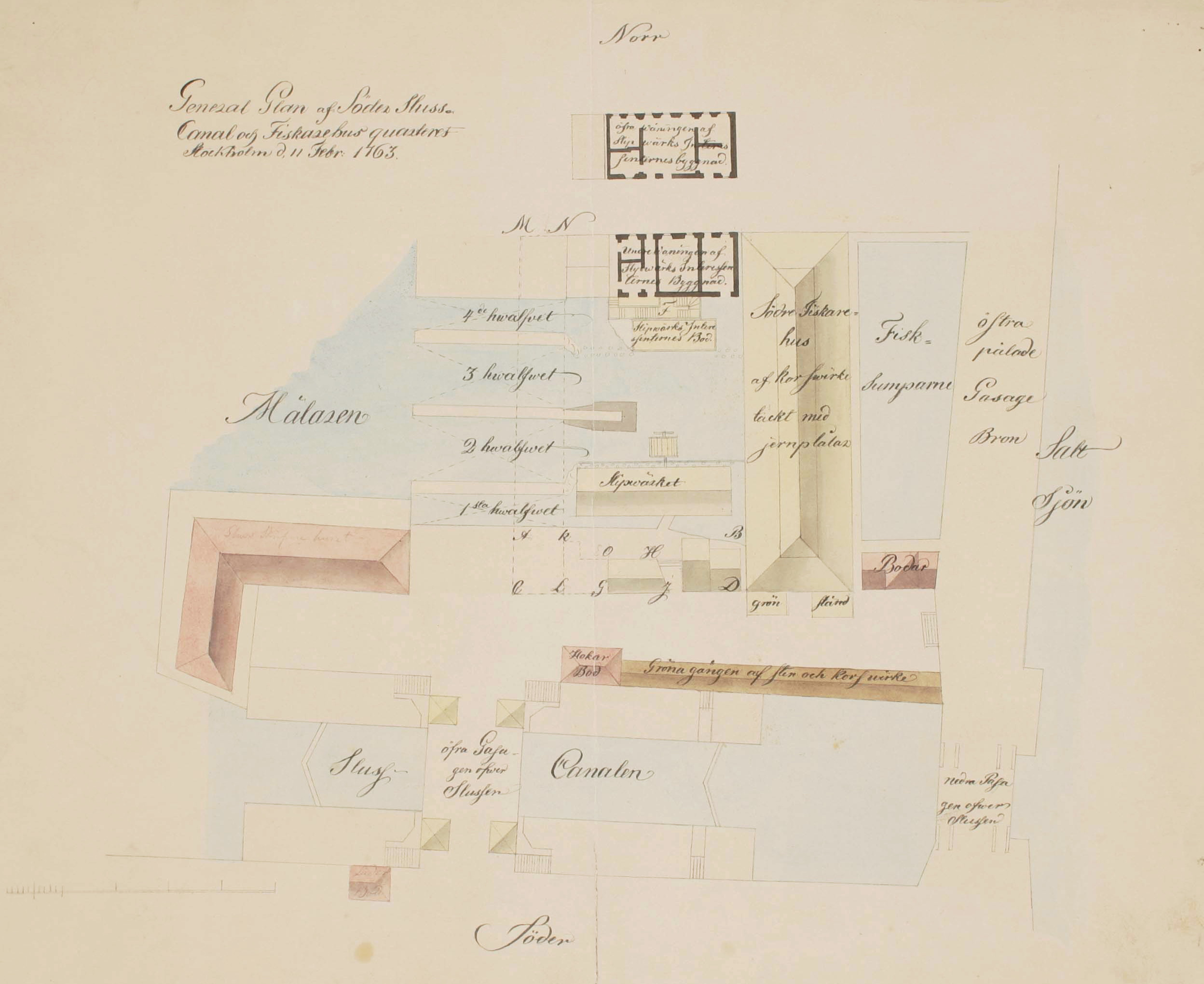
Situationsplan över slussenområdet av Johan Eberhard Carlberg 1763.
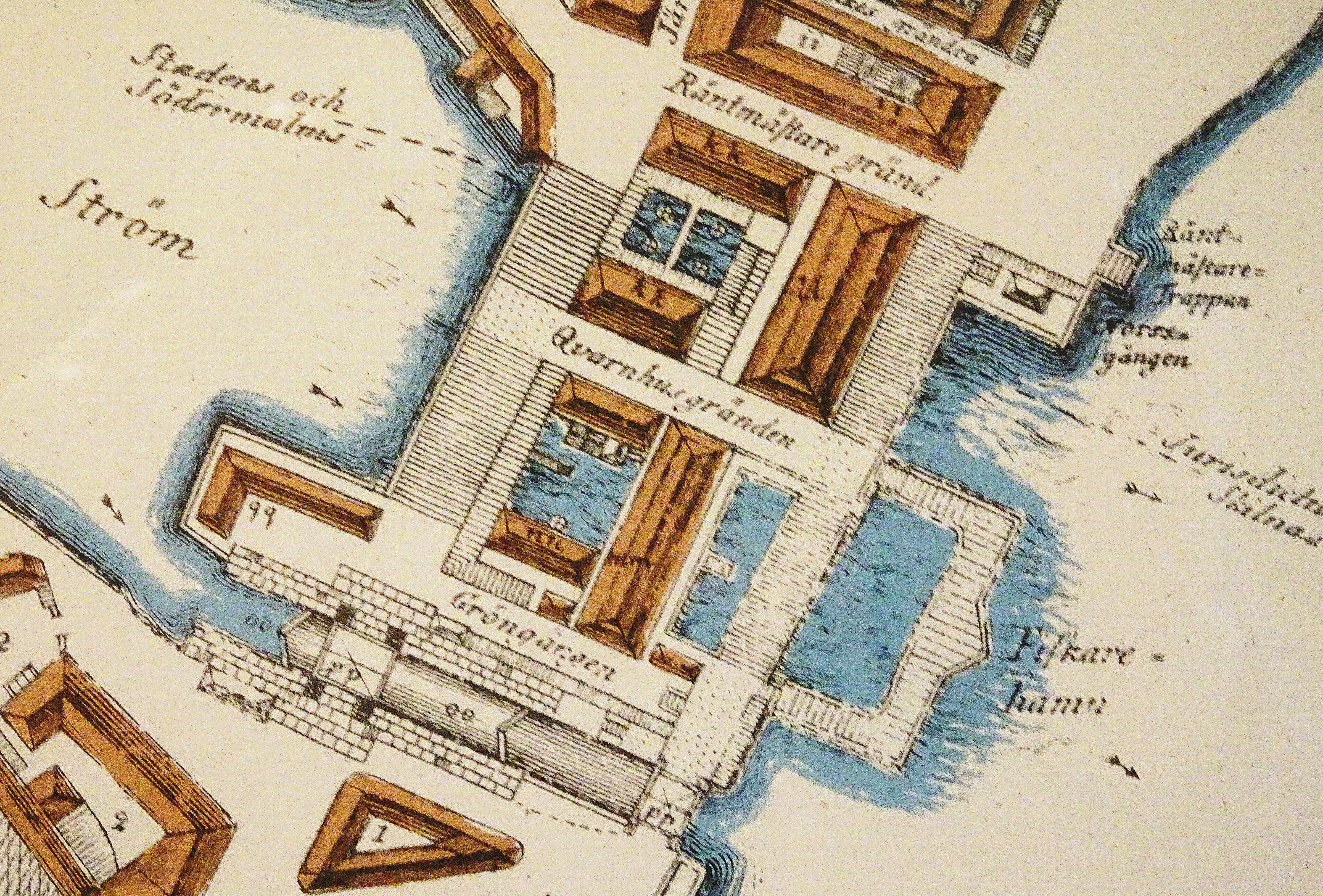
Jonas Brolins karta över slussenområdet, 1771.
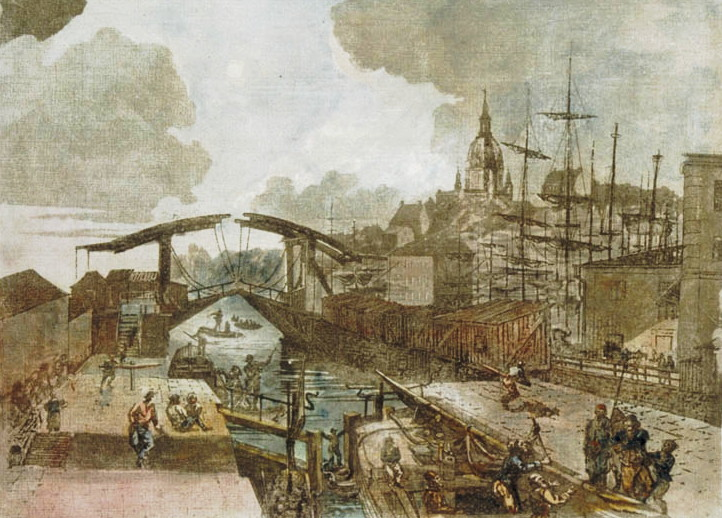
"Blå slussen" (den östra vindbryggan) enligt Elias Martins skola, från 1790-talet.
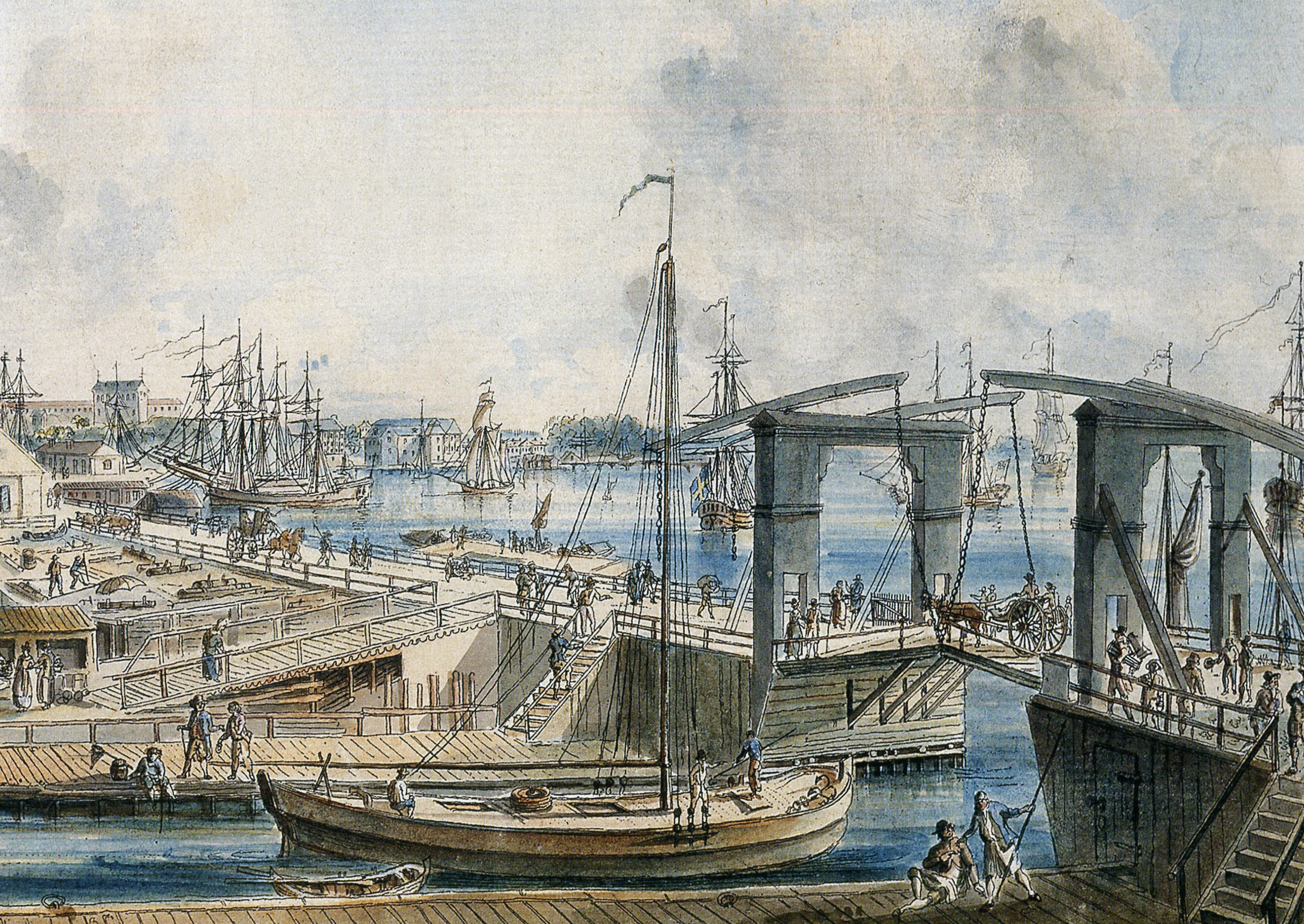
"Blå slussen" omkring år 1800 enligt Johan Petter Cumelin.